# Andrea Cambini
Andrea Cambini noto anche con il nome latino Andreas Cambinus (tra il 1445 e il 1460 – 1527) è stato uno storico, umanista e scrittore italiano.

## Opere sugli ottomani
Cambini fu l'autore di una storia antica dell'Impero ottomano, il Commentario de Andrea Cambini fiorentino della origine de turchi, et imperio della casa Ottomanna, che fu pubblicata nel 1529, due anni dopo la sua morte a Firenze nel 1527. Nel 1541, il libro di Cambini era già stato ristampato più volte.
Cambini fu allievo dell'umanista Cristoforo Landino. Poiché Cambini non aveva mai viaggiato fuori dall'Italia, scrisse il suo lavoro sugli ottomani basandosi su fonti più antiche provenienti da tutta l'Europa occidentale.
Cambini apparteneva a un gruppo di storici italiani del Cinquecento che comprendeva Paolo Giovio e Giovanni Menavino che avevano elogiato apertamente l'organizzazione e il comportamento degli ottomani. Il suo lavoro suscitò interesse sull'origine della dinastia ottomana. Nel suo lavoro, respinse una teoria secondo cui gli ottomani erano discendenti dei Troiani. Cambini seguì la moda di altre opere storiche contemporanee e scrisse una storia degli ottomani incentrata sulla personalità dei sultani ottomani e sugli eventi militari dei loro regni.

## Utilizzo delle sue opere da parte di altri autori contemporanei
Alcuni autori avevano considerato l'opera di Christophe Richer sulla caduta di Costantinopoli come il racconto di un testimone oculare (un Riccherio altrimenti sconosciuto), ma si scoprì in seguito che si trattava in realtà dell'opera dello stesso Richer, che basò la sua narrazione dell'evento sul lavoro di diversi storici precedenti, tra cui Cambini. L'opera di Cambini rimane una preziosa fonte di informazioni sull'assedio perché le sue fonti includevano le testimonianze dei sopravvissuti.
Nel 1562 John Shute tradusse in inglese le opere di Cambini e Paolo Giovio e ne compose un trattato (Two very notable commentaries: The one of the original of the Turcks and the empire of the house of Ottomanno, and the other of the warre of the Turcke against Giorgio Castriota Scanderbeg).